# 烏帕拉區
烏帕拉區（西班牙語：Upala），是哥斯達黎加的一個區，位於該國西北部阿拉胡埃拉省，面積245.62平方公里，海拔高度51米，2010年人口16,129，人口密度每平方公里65.67人。